# Эрталь, Филипп Христофор фон
Барон Филипп Христофор фон Эрталь (Филипп Кристоф фон унд цу Эрталь; нем. Philipp Christoph von und zu Erthal; 1689 — 17 июня 1748, Майнц, Майнцское курфюршество) — майнцский дипломат, государственный деятель, архитектор и предприниматель, андреевский кавалер (1746).

## Биография
Родился в 1689 году. Выходец из франконской дворянской семьи, сын чиновника на службе князя-епископа Вюрцбурга барона Филиппа Валентина фон Эрталя. Отец предназначал сына для духовной карьеры и отправил его получать образование в Майнц — столицу курфюршества, управлявшегося архиепископом.
Однако к 1714 году Филипп Христофор остался единственным наследником рода баронов фон Эрталь, и после окончания обучения не принял постриг, вернувшись вместо этого к мирской жизни. После этого, для продолжения образования совершил гранд-тур по Франции, где познакомился с придворным архитектором Жерменом Бофраном и всерьёз увлёкся архитектурой.
В дальнейшем сделал светскую карьеру на службе у майнцского курфюрста-архиепископа. Был членом Верховного суда и Тайного совета курфюршества Майнц, занимал другие почётные должности.
В 1746 году был представителем курфюрста-архиепископа на имперском сейме во Франкфурте-на-Майне, избравшем нового императора Священной Римской империи германской нации — Франца I Стефана. Во время сейма и избрания императора, русскому посланнику графу Герману Карлу фон Кейзерлингу удалось добиться официального признания императорского титула русских государей, что в то время считалось важной дипломатической задачей. Императрица Елизавета Петровна в связи с этим пожаловала ордена Андрея Первозванного трём участникам Сейма, которые более других способствовали графу Кейзерлингу: двум представителям Саксонии и представителю Майнцского курфюршества Эрталю. В кавалерских списках уточняется, что ордена сии посланы были с гвардии ротмистром Шерером к российскому во Франкфурте министру (то есть послу) графу Кейзерлингу для вручения кавалерам.
Продолжая интересоваться архитектурой, участвовал в возведении и реконструкции многих построек, включая собственный особняк Эрталер-хоф в Майнце, Брухзальскую резиденцию князей-епископов Шпайера в одноименном городе и Вюрцбургскую резиденцию князей-епископов Вюрцбурга.
Эрталь также владел солеварнями в городе Бад-Орб, а также солеварней и пивоварней в предместье Майнца.
С 1717 года Филипп Христофор фон Эрталь был женат на Марии Еве фон Беттендорф. Из числа их детей, Фридрих Карл Йозеф фон Эрталь (1719—1802) с 1774 года был курфюрстом-архиепископом Майнца, а Франц Людвиг фон Эрталь (1730—1795) с 1779 года — князем-епископом Вюрцбурга.